# Wendy and Lisa (album)
Wendy and Lisa è un album del duo musicale statunitense omonimo, pubblicato dall'etichetta discografica Columbia nel 1987.
L'album, disponibile su long playing, musicassetta e compact disc, è prodotto dalle stesse Wendy & Lisa con Robert Rivkin (noto come Bobby Z. e, come loro, ex membro dei Revolution). Gli undici brani sono composti dal duo, che in cinque occasioni ha collaborato col citato Rivkin e, in Honeymoon Express, anche con Susannah Melvoin, sorella gemella di Wendy.
Dal disco vennero tratti i singoli Waterfall, Sideshow e Honeymoon Express.

## Produzione
Nel 1986, alla fine del tour di Parade, le voci di separazione di Prince dalla band che lo accompagnava dagli inizi della sua carriera ebbero conferma: i Revolution erano stati sciolti licenziando Brownmark, Bobby Z. nonché Wendy Melvoin e Lisa Coleman. Queste due erano da qualche tempo una coppia anche nella vita (anche se lo rivelarono solo molti anni dopo, alla fine della loro relazione) e decisero di mettere a frutto la loro parte creativa che, collaborando con un artista fortemente accentratore come Prince, era sempre rimasta in secondo piano. Pertanto, l'influenza del loro ex mentore non è particolarmente presente e nell'album trovarono molto più spazio le loro preferenze musicali, anche per cercare di portare novità nel loro repertorio.
L'album fu pubblicato negli Stati Uniti il 24 agosto 1987 dove raggiunse in il numero 88 in classifica e il numero 84 nel Regno Unito. L'edizione americana e quella europea avevano due copertine differenti. Nel 2006 e nel 2013 ne sono uscite nuove versioni rimasterizzate e con pezzi aggiuntivi.

## Tracce

### Lato A
1. Honeymoon Express
2. Sideshow
3. Waterfall
4. Stay
5. White

### Lato B
1. Blues Away
2. Song About
3. Chance to Grow
4. The Life
5. Everything But You
6. Light